# 350 (tal)
350 (trehundrafemtio) är det naturliga talet som följer 349 och som följs av 351.

## Inom vetenskapen
- 350 Ornamenta, en asteroid

## Inom matematiken
- 350 är ett jämnt tal
- 350 är ett primitivt semiperfekt tal